# Ostruháček dubový
Ostruháček dubový (Favonius quercus) je druh motýla z čeledi modráskovití vyskytujícího se od severní Afriky přes Evropu až po Kazachstán.

## Popis

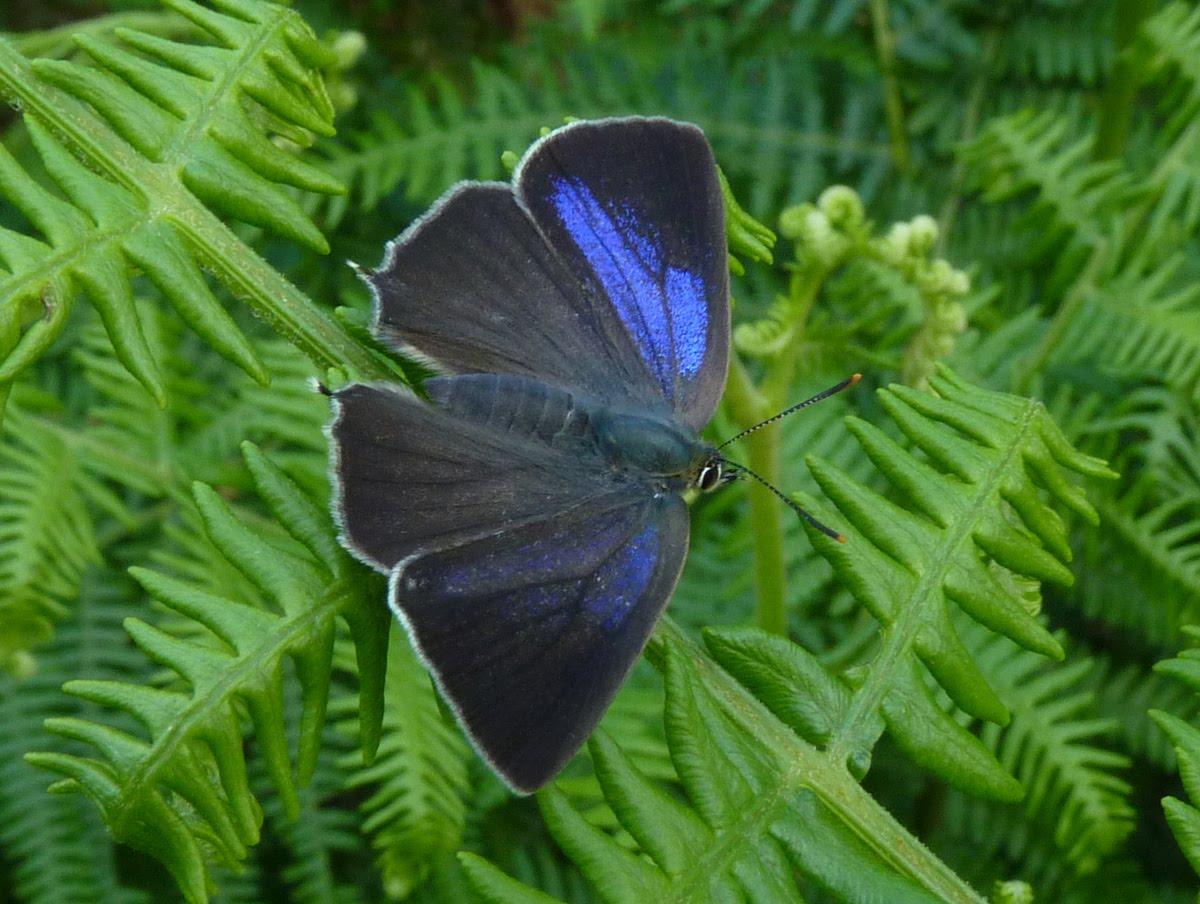
Svrchní strana křídel

Křídla samců ostruháčka dubového jsou jednolitě fialová, zatímco u samic mají pouze fialové skvrny na předním křídle. Spodní strana křídel je stříbřitě šedá s oranžovou skvrnou na zadním křídle. Obě pohlaví mají na koncích křídel „ocasy“. Rozpětí křídel se pohybuje v rozmezí kolem 30–40 mm.

## Výskyt
Ostruháček dubový se vyskytuje v severní Africe, téměř po celém území Evropy, přes Turecko a Rusko až po západ Kazachstánu. Preferuje doubravy, a to od nížin do pahorkatin. V ČR je kromě chladných horských oblastí rozšířen po celém území. Létá od konce června do začátku září, a to v korunách stromů, kde je často přehlížen. Nejaktivnější je především ve slunných dnech, kdy poletuje právě v korunách dubů, v období sucha je ale nucen sestoupit pro nektar níže k zemi.

## Ohrožení
Ostruháček dubový není díky svému způsobu života ohrožený, případné vykácení dubového porostu by pro tento druh znamenal jen dočasný ústup, navíc je to dobrý letec, který umí překonávat i větší vzdálenosti.